# Aleksander (staroprawosławny patriarcha Moskwy)
Aleksander, imię świeckie Awdiej Diamidowicz Kalinin (ur. 25 listopada 1957 w Wołgogradzie) – zwierzchnik Rosyjskiej Cerkwi Staroprawosławnej z tytułem staroprawosławnego patriarchy moskiewskiego i całej Rusi.
Pochodził z rodziny staroobrzędowej, z której wywodziło się kilku hierarchów Rosyjskiej Cerkwi Staroobrzędowej. W 1977 ukończył technikum kolejowe w rodzinnym Wołgogradzie, od 1977 do 1979 odbywał zasadniczą służbę wojskową. Przez kilka miesięcy pracował jako robotnik, po czym wstąpił do staroobrzędowego seminarium duchownego w Moskwie, które ukończył w 1983, tj. rok przed przewidywanym terminem. W 1983 podjął studia teologiczne w Moskiewskiej Akademii Duchownej, w której w 1986 obronił pracę kandydacką poświęconą metropolicie moskiewskiemu Cyprianowi.
Od 1983 przez trzynaście lat był sekretarzem arcybiskupa Gennadiusza, zwierzchnika Rosyjskiej Cerkwi Staroprawosławnej. 11 stycznia 1987 złożył wieczyste śluby mnisze, przyjmując imię Aleksander. 14 stycznia 1987 został wyświęcony na diakona, zaś 6 grudnia tego samego roku - na kapłana. Od 1990 był rektorem Wyższej Staroprawosławnej Szkoły Duchownej. 21 września 1992 został podniesiony do godności archimandryty. Był inicjatorem kanonizacji protopopa Awwakuma Pietrowa i innych ofiar prześladowań staroobrzędowców w XVII w. oraz gromadził materiały na ich temat. W 1988 Uświęcony Sobór przeprowadził kanonizację Awwakuma.
W 1992 mianowany przełożonym monasteru Trójcy Świętej w Kamience (obwód briański). W 1996 przyjął chirotonię biskupią z rąk arcybiskupa nowozybkowskiego Arystarcha i biskupa homelskiego Barnaby. W czerwcu tego samego roku został zastępcą zwierzchnika Kościoła, arcybiskupa Arystarcha z tytułem arcybiskupa moskiewskiego. Po śmierci Arystarcha w 2000 został 7 maja tego roku wybrany na jego następcę i 9 maja intronizowany. W sierpniu tego samego roku podjęto decyzję o przeniesieniu katedry zwierzchników Kościoła z Nowozybkowa do Moskwy. W 2002 Uświęcony Sobór nadał arcybiskupowi Aleksandrowi godność staroprawosławnego patriarchy moskiewskiego i całej Rusi.